# Lovemore Moyo
Pour les articles homonymes, voir Moyo et Lovemore.
Lovemore Moyo, né en 1964 ou 1965, est un homme politique zimbabwéen.

## Biographie
Originaire du Matabeleland, dans le sud-ouest du pays, Lovemore Moyo participe, avec ses sept frères, à la guérilla contre le gouvernement blanc dans les années 1970.
En 1977, il part vivre en Zambie, et rejoint L'Armée révolutionnaire du peuple zimbabwéen (ZIPRA), l'aile militaire de l'Union du peuple africain du Zimbabwe (ZANU), fondée par Joshua Nkomo.
Directeur national du Mouvement pour le changement démocratique, il est, depuis le 25 août 2008, Speaker (président) du Parlement national, où son parti détient une majorité des sièges. Moyo est le premier représentant de l'opposition au président Robert Mugabe à prendre la tête du Parlement dans l'histoire du pays. Il est élu à ce poste par les députés, au suffrage secret, avec 110 voix contre 98.